# Ateloptila psamathopa
Ateloptila psamathopa är en fjärilsart som beskrevs av Edward Meyrick 1886. Ateloptila psamathopa ingår i släktet Ateloptila och familjen mätare. Inga underarter finns listade i Catalogue of Life.